# Angeli e diamanti
Angeli e diamanti è una miniserie televisiva italiana diretta da Raffaele Mertes, e trasmessa in prima visione su Canale 5 in tre serate, il 7, il 14 ed il 21 luglio 2011. Le tre protagoniste della fiction sono Vittoria Belvedere, Martina Stella e Camilla Ferranti, nei panni di tre agenti segreti. Inizialmente la trasmissione della miniserie era prevista a partire dal 6 febbraio 2011.

## Trama
Il capitano della guardia di finanza Chiara Rosi (Vittoria Belvedere), il maresciallo dei carabinieri Giorgia Bocci (Martina Stella) e il tenente di polizia Laura Condi (Camilla Ferranti), tre agenti sotto copertura, vengono inviate a Porto Rico per sventare un traffico di diamanti e per arrestare un imprendibile ladro, per cui il padre di Chiara rischia di perdere il lavoro e la credibilità. A Chiara e alle sue amiche non resta altro da fare che mettersi a indagare sotto il sole di Porto Rico.

## Distribuzione
| n°              | Prima TV       |
| --------------- | -------------- |
| Prima puntata   | 7 luglio 2011  |
| Seconda puntata | 14 luglio 2011 |
| Terza puntata   | 21 luglio 2011 |

## Produzione
La serie è stata interamente girata in Porto Rico.